# St. Martin (Mötzelbach)

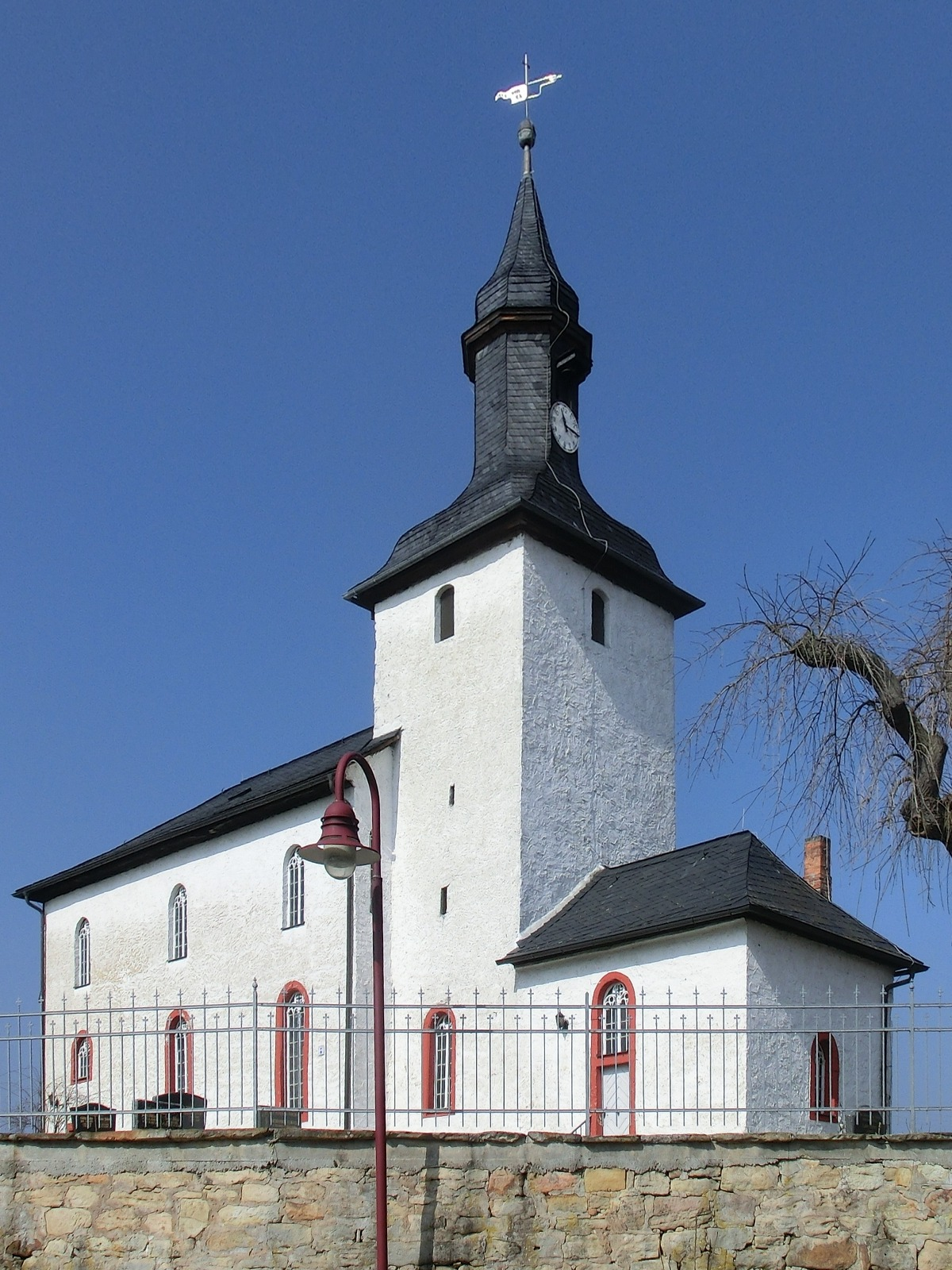
Die Kirche

Die evangelische Dorfkirche St. Martin steht an der höchsten Stelle im Ortsteil Mötzelbach der Gemeinde Uhlstädt-Kirchhasel im Landkreis Saalfeld-Rudolstadt in Thüringen.

## Geschichte
Die Kirche steht am Platz einer ehemaligen Wegekapelle für Händler und Reisende über die Höhenlagen des Saalegebietes. In gotischer Zeit wurde dieser Bau zur Dorfkirche verändert.
Zwei frühgotische Figuren im Chor schmücken die Kirche.